# Pseudomyrmex hesperius
Pseudomyrmex hesperius es una especie de hormiga del género Pseudomyrmex, subfamilia Pseudomyrmecinae.

## Historia
Esta especie fue descrita científicamente por Ward en 1993.